# Synagoga Lejzera Grosmana w Łodzi
Synagoga Lejzera Grosmana w Łodzi – prywatny dom modlitwy znajdujący się w Łodzi przy ulicy Widzewskiej 119 lub 121.
Synagoga została zbudowana w 1899 roku z inicjatywy Lejzera Grosmana. Mogła ona pomieścić 35 osób. Podczas II wojny światowej hitlerowcy zdewastowali synagogę.